# 占冠村

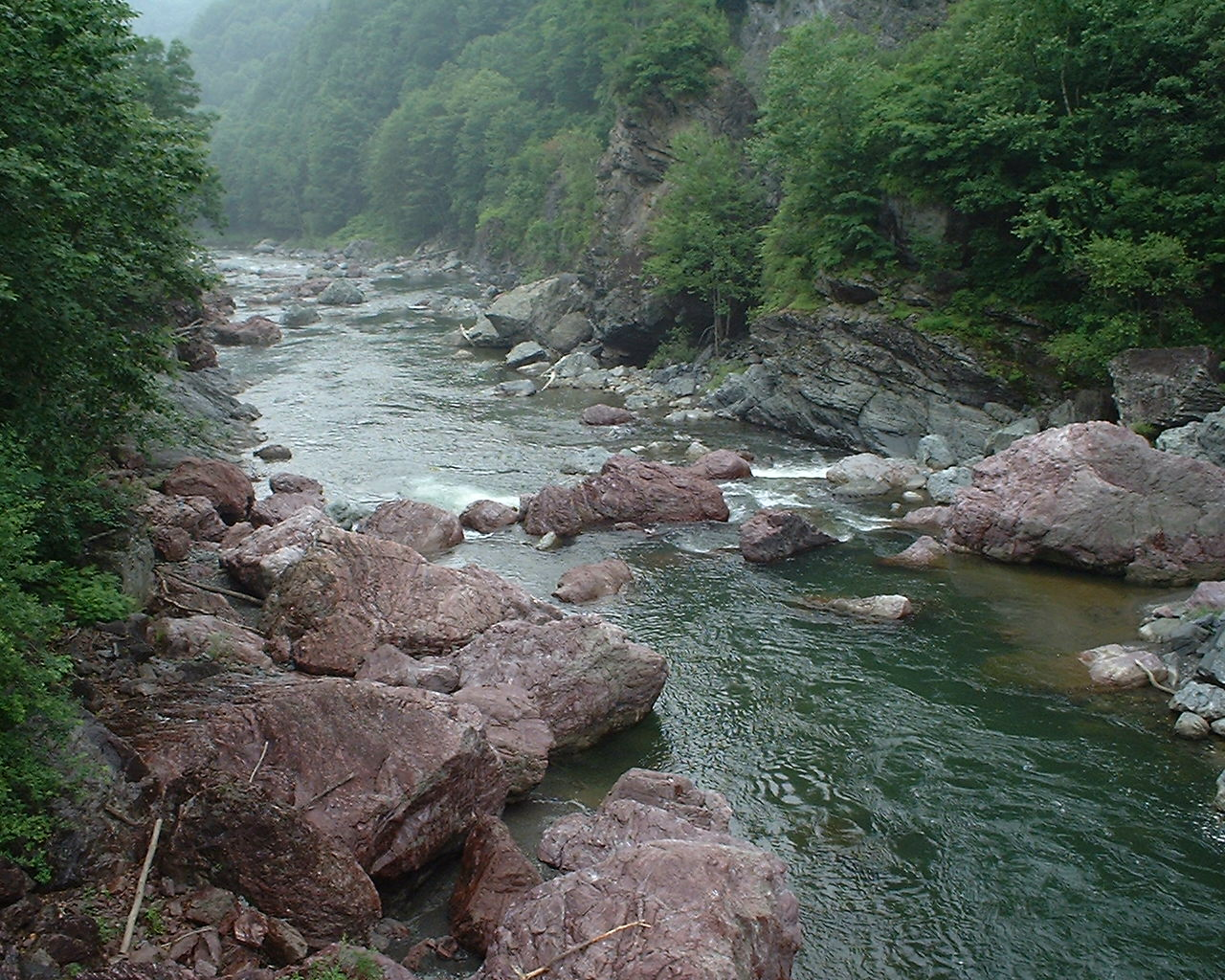
從橫跨鵡川的老赤岩橋眺望赤岩青巖峽（2000年）

占冠村（日语：／ Shimukappu mura */?）是位於日本北海道上川綜合振興局最南端山區的一個村。當地的口號是「自然體驗佔冠」。境內94％的面積為森林，地處鵡川的最上游，且大多數的邊界都是分水嶺。 當地以農業、酪農業和林業為主，生產馬鈴薯、南瓜、玉米、紅豆等農產品，並且在溫室內種植西瓜、甜菜、菠菜等作物。占冠村也是北海道最古老的牛肉產地之一。
在1950年代，北海道開發局曾經在轄區內計畫興建水庫，並使境內多數區域淹沒於水庫之下，但在住民的反對之下而取消。
村名源自阿伊努語的「si-mo-ka-pet」，意思是平靜河川（指鵡川）的上游。

## 氣候
由於占冠村位於盆地內，冬夏和日夜的溫差非常大。而且冬天時在整個日本也是極為寒冷的地方，尤其是從12月到2月間的嚴寒期，氣溫常達到攝氏零下20度至30度。在2001年1月，觀測到了2000年以來最低的零下35.8度。

## 歷史
- 1905年5月31日：占冠村從邊富內村（現為鵡川町的一部份）分村。
- 1906年4月1日：由膽振支廳改隸屬上川支廳管轄。
- 1919年4月1日：成為北海道二級村，並與南富良野村（現在的南富良野町）共同設置聯合役場。
- 1932年：南富良野村、占冠村的聯合組合役場解散，各自設置役場。
- 1952年：北海道開發局發表在鵡川及赤岩青巖峽建立多功能水壩（赤岩水壩計畫）的計畫，轄區內多數地區將遭到淹沒，造成全村居民反對。
- 1961年：北海道開發局決定中止赤岩水壩計畫。
- 1981年：石勝線通車。

## 產業
石勝線通車後，當地也開始發展旅遊業。

## 行政

### 村長
- 第一任：久保正信（1932年4月1日上任）[3]
- 第二任：森岡幸作（1934年9月29日上任）
- 第三任：峰江英男（1936年11月10日上任）
- 第四任：森一（1939年4月22日上任）
- 第五任：石川留治（1942年7月18日上任）
- 第六任：斎藤秀翁（1945年4月20日上任）
- 第七任：中田菊太郎（1947年4月5日上任）
- 第八任：吉田益雄（1951年4月25日上任）
- 第九任：小瀧猛（1955年5月1日上任）
- 第十任：小川一男（1967年5月1日上任）
- 第十一任：觀音信則（1977年4月17日上任）
- 第十二任：原淳二（1997年4月17日上任）
- 第十三任：小林豐（2004年7月25日上任）
- 第十四任：中村博（2009年9月6日上任）

## 交通

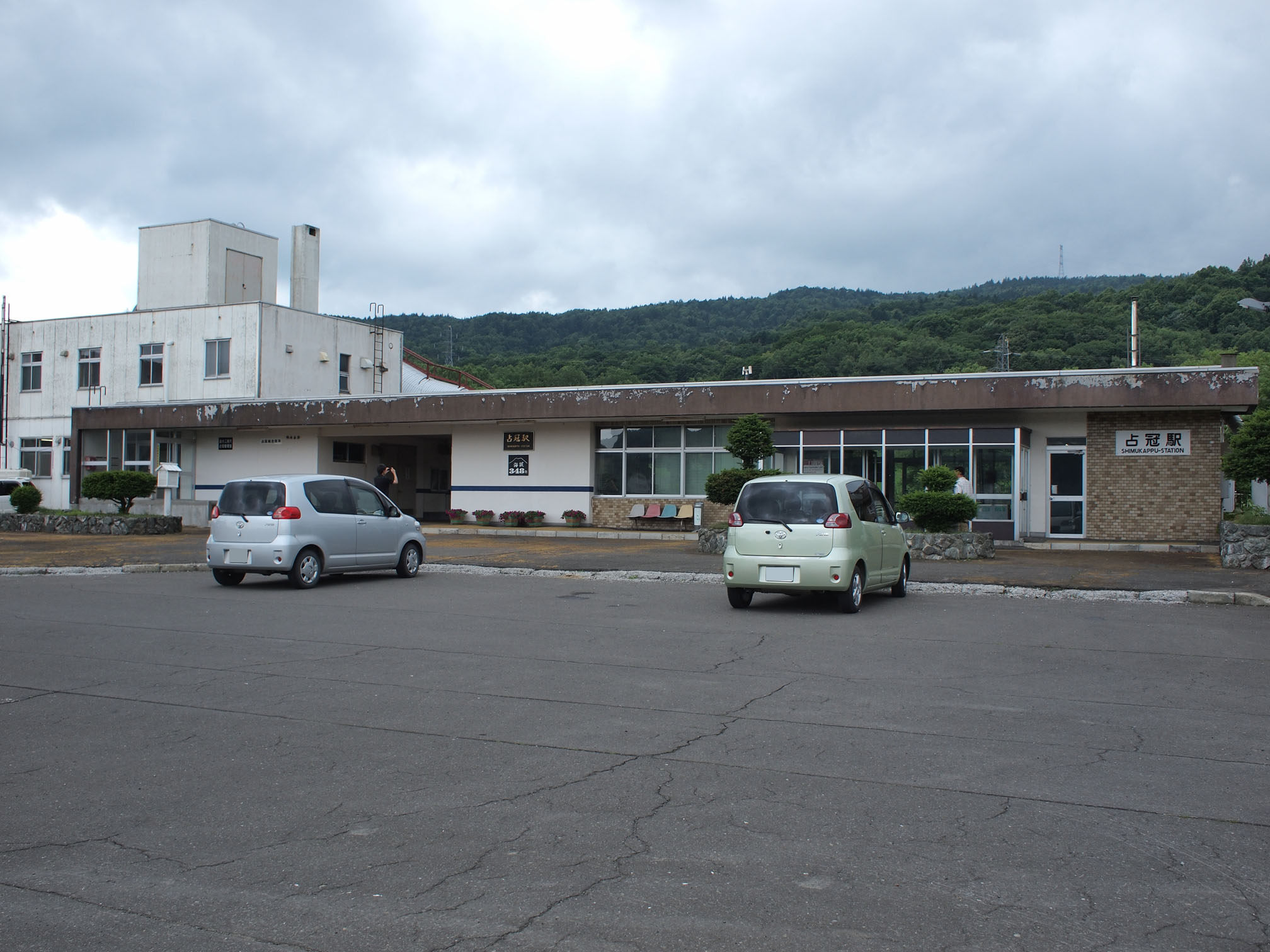
占冠車站

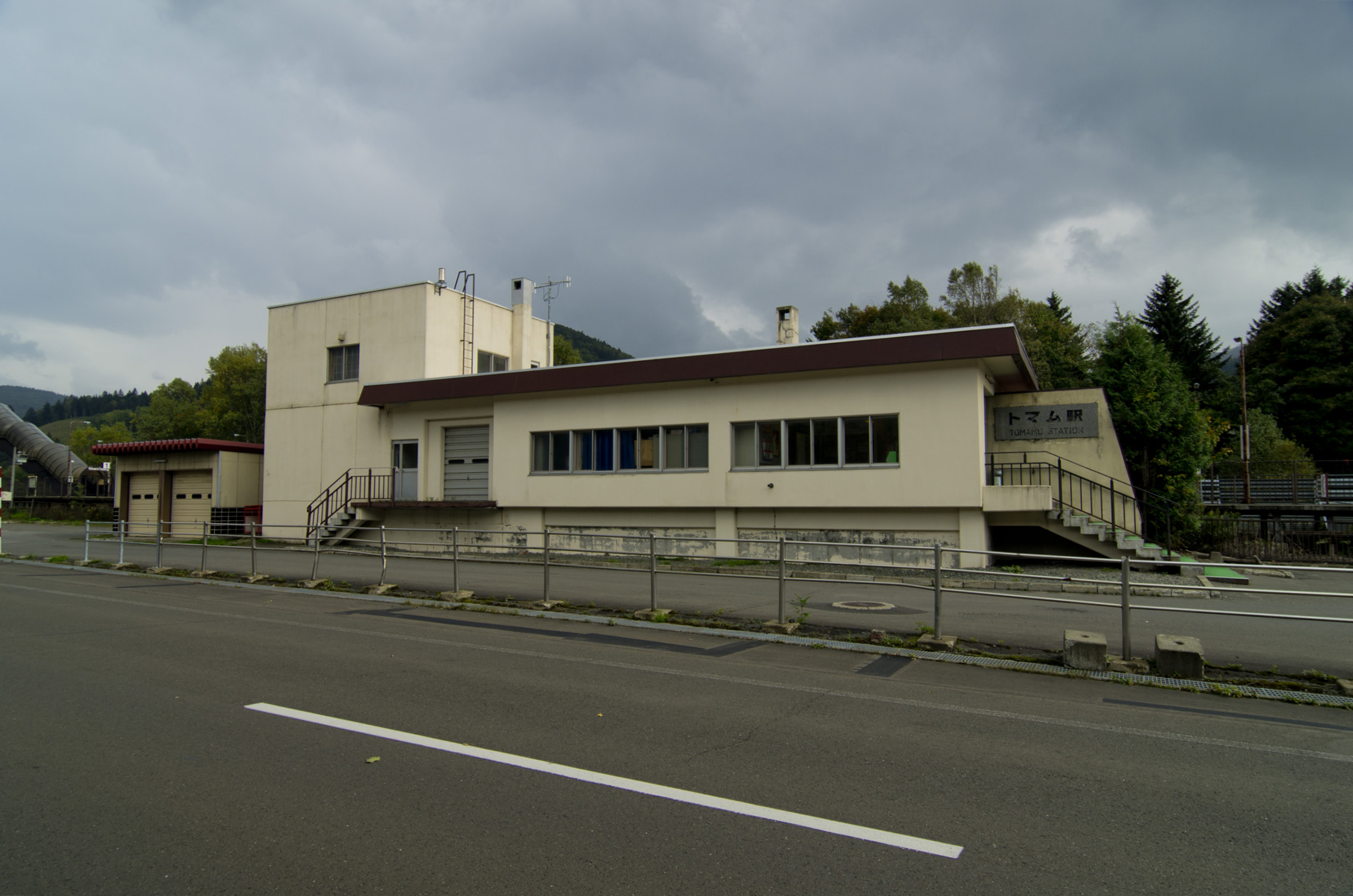
苫鵡車站

### 機場
- 占冠直升機場

### 鐵路
- 北海道旅客鐵道
  - 石勝線：占冠車站 - 苫鵡車站

### 道路
| 高速道路 - 道東自動車道：占冠交流道 - 占冠休息區 - 苫鵡交流道 一般國道 - 國道237號 - 國道274號 | 主要道道 - 北海道道136號夕張新得線 道道 - 北海道道610號占冠穗別線 - 北海道道1030號石勝高原幾寅線 |

### 巴士
- 占冠村營巴士
  - 上雙珠別～村公所～占冠車站～金山車站～富良野
  - 営林署前～村公所～占冠車站～苫鵡車站～落合車站～幾寅車站
- 日高町營巴士

## 觀光景點

### 景點
- 赤岩青巌峽
- 國設占冠中央滑雪場
- 湯之澤溫泉
- 星野TOMAMU度假村（日语：星野リゾート トマム）

## 教育

### 中學校
- 占冠村立占冠中學校

### 小中學校
- 占冠村立苫鵡小中學校

### 小學校
- 占冠村立占冠中央小學校

## 姊妹市、友好都市

### 海外
- 阿斯彭（美國 科羅拉多州）

## 外部連結
- （中文）富良野、美瑛廣域觀光指南 （页面存档备份，存于）
- （日語）高山渡假村